# شیمون آداف
شیمون آداف (عبری: שמעון אדף‎، born 1972) شاعر و نویسنده اسرائیلی است که در شهر سدروت به دنیا آمده‌است.

## زندگی‌نامه
اولین کتاب شیمون به نام «مونولوگ ایکاروس» جایزه وزارت آموزش اسرائیل را از آن خود کرد. آداف در سالهای ۱۹۹۶–۲۰۰۰ در دانشگاه تل آویو تحصیل کرد. در این دوران او مقالاتی راجع به ادبیات، فیلم و موسیقی راک برای روزنامه‌های اسرائیل می‌نوشت. در سالهای ۲۰۰۰–۲۰۰۵، به عنوان ویراستار در انتشارات کتر کار می‌کرد. در سال ۲۰۱۳، او توانست جایزه با ارزش اسرائیل به نام سپیر برای رمانش با عنوان "MOX NOX" را ببرد.

## آثار

### شعر
- مونولوگ ایکاروس (۱۹۹۷)
- چیزی که فکر می‌کردم سایه بود، واقعی شد. (۲۰۰۲)
- آویوا-نو

### نثر
- یک مایل و دو روز قبل از غروب آفتاب (۲۰۰۴)
- قلب مدفون (۲۰۰۷)
- صورت‌های سوخته
- شبنم (۲۰۱۰)
- ماکس ناکس (۲۰۱۱)
- زیرزمین‌ها
- هدایای عروسی
- شکایت کاراگاه
- شادراخ
- بلند شو و فریاد بزن

### غیر داستانی
- هنر و جنگ (با همکاری لاوی تیدار)(۲۰۱۶)